# Leszek Blanik
Leszek Robert Blanik (Wodzisław Śląski, 1 de março de 1977) é um ginasta que compete em provas de ginástica artística pela Polônia, que especializou-se nas provas do salto sobre a mesa.
Filho de Louis e Halina, Leszek - que ainda tem dois irmãos, Mirela e Dariusz - iniciou-se na modalidade aos nove anos, no ginásio KG Radlin, onde permaneceu até 1997. Em 1998, passou a treinar em MKS AZS AWF Gdańsk.
Entre suas conquistas, estão oito campeonatos individuais poloneses, dezessete medalhas e oito títulos em Copas do Mundo, três conquistas europeias - São Petersburgo 1998, Ljbljuana 2004 e Lausana 2008 -, três conquistas mundiais - Debrecen 2002, Melbourne 2005 e Stuttgart 2007 - e duas olímpicas - Sydney 2000 e Pequim 2008, no qual conquistou o ouro na prova do salto, tornando-se o único ginasta não chinês a conquistar um ouro nesta edição olímpica masculina.
Leszek foi ainda o primeiro ginasta a executar um salto, que, após realização fora nomeado como Blanik. Fora dos ginásios, sua graduação foi na Academia de Educação Física e Desporto em Gdańsk como um treinador esportivo de ginástica Classe II. Além da formação e do ofício de ginasta, o atleta ocupa o cargo de assistente no Departamento de Teoria, Metodologia e Exercícios Gímnicos em Gdansk AWFiS.